# Spiroberotha sanctarosae
Spiroberotha sanctarosae là một loài côn trùng trong họ Berothidae thuộc bộ Neuroptera. Loài này được Adams miêu tả năm 1990.